# لئون روزنفلد

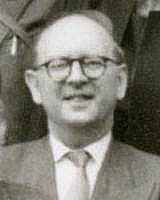
نگاره‌ٔ لئون روزنفلد در جولای ۱۹۶۳

 لئون روزنفلد (فرانسوی: Léon Rosenfeld‎؛ زاده ۱۹۰۴ درگذشته ۱۹۷۴) فیزیک‌دان بلژیکی بود.